# Ripley Scrolls
Les Ripley Scrolls (« Rouleaux Ripley ») est le nom donné à une vingtaine de rouleaux manuscrits richement illustrés consacrés à la recherche de la pierre philosophale. Les illustrations sont accompagnées de légendes en latin et de textes en anglais moderne et en vers, attribués à l'alchimiste anglais George Ripley. Ils ont été réalisés principalement entre la fin du XVe et la fin du XVIIe siècle.

## Contexte
Les Ripley Scrolls sont des manuscrits alchimiques. L'alchimie est une science occulte, réservée à certains initiés. L'alchimie occidentale apparait en Égypte à la fin de l'Antiquité, puis se diffuse dans le monde arabe et dans l'Empire byzantin avant d'arriver dans l'Europe médiévale. Les alchimistes cherchaient à obtenir la Pierre philosophale au moyen d'expériences pratiques et mystiques. La recherche de la Pierre philosophale revêtait deux aspects complémentaires, la transmutation des métaux qui était le Grand œuvre au sens strict du terme, et la Médecine universelle. En effet la Pierre philosophale devait pouvoir transformer n'importe quel métal en or et, liquéfiée, donner l'Élixir de longue vie, remède capable de prolonger la vie presque éternellement.
L'alchimie a connu un engouement particulier à la fin du Moyen Âge et à la Renaissance, entrainant la production d'un grand nombre de manuscrits généralement anonymes. En Angleterre les alchimistes les plus connus de cette période furent George Ripley et Thomas Norton. L'alchimie connut encore un grand succès dans la première moitié du XVIIe siècle, mais fut progressivement discréditée par l'avènement de la science moderne à partir de la seconde moitié du XVIIe siècle.

## Description
Les Ripley scrolls se présentent sous la forme de rouleaux de parchemin, un format rare à l'époque moderne, de plus les rouleaux se lisent dans le sens vertical et non dans le sens horizontal, ce qui est inhabituel. Les rouleaux sont remarquables par leurs illustrations, qui se succèdent sur toute leur longueur. Ces dernières présentent quelques variantes d'un rouleau à l'autre mais restent assez constantes. Les illustrations sont accompagnées de légendes en latin et de poèmes en anglais moderne, dont l'ordre et la nature varient plus fréquemment. Ces poèmes appartiennent au corpus des Versets sur l'Élixir (« Verses upon the Elixir »), un ensemble de textes alchimiques composés à partir du XVe siècle et attribués à l'alchimiste anglais George Ripley.

### Texte
Les Ripley scrolls contiennent une série de poèmes en anglais moderne appartenant au corpus des Versets sur l'Élixir (« Verses upon the Elixir »). Les Versets sur l'Élixir sont un poème composé vers le milieu du XVe siècle. Il serait légèrement antérieur au Compound of alchemy de George Ripley et à l'Ordinal of alchemy de Thomas Norton. Le texte est anonyme et a été attribué à de nombreux auteurs différents au cours du temps, sans que l'identité de son véritable auteur n'ait pu être établie à ce jour. De même le texte a circulé avec différents titres, le titre Versets sur l'Élixir lui a été donné par Anke Timmermann qui l'a étudié et édité. Timmermann rattache à ce texte une série d'autres poèmes alchimiques anonymes, qui constituent le corpus des Versets sur l'Élixir. Ces poèmes reprennent souvent une partie de Versets sur l'Élixir ou circulent avec ce texte.
Les poèmes qui figurent sur les Ripley scrolls sont variables. On distingue six poèmes principaux qui apparaissent sur la totalité ou la majorité des rouleaux et des poèmes additionnels, qui n'apparaissent que sur un nombre limité d'exemplaires. Les poèmes principaux ont pour titre « In the sea », « I shall you tell », « Trinity », « Sun », « Father Phoebus » et « On the ground ». Les trois premiers semblent apparaître avec les Ripley scrolls qui en sont les plus anciens témoins tandis que les trois autres poèmes apparaissent d'abord dans des codex.

### Illustrations

#### Description
Les rouleaux comportent généralement les illustrations suivantes, de haut en bas : 
- une figure masculine barbue domine un récipient alchimique surdimensionné. À l'intérieur du récipient sont représentés huit médaillons circulaires, chacun contenant une scène alchimique différente. Tous sont reliés entre eux par une chaîne et liés à un médaillon central, qui contient deux figures tenant un volume manuscrit.
- un homme nu et une femme nue debout dans un bassin à sept côtés, entourés d'alchimistes versant un liquide dans le bassin. En dessous du bassin figure parfois un autre bassin à quatre côtés et encore en dessous un dragon ailé crache, ou peut-être avale, un crapaud noir. En dessous encore une fournaise chauffe le bassin, avec un lion rouge et un lion vert gardant le bassin de chaque côté. Le poème « On the ground » est inscrit sur une bannière entre le dragon et la fournaise.

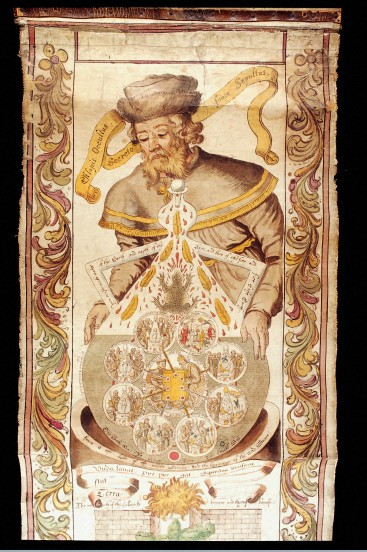
L'homme barbu
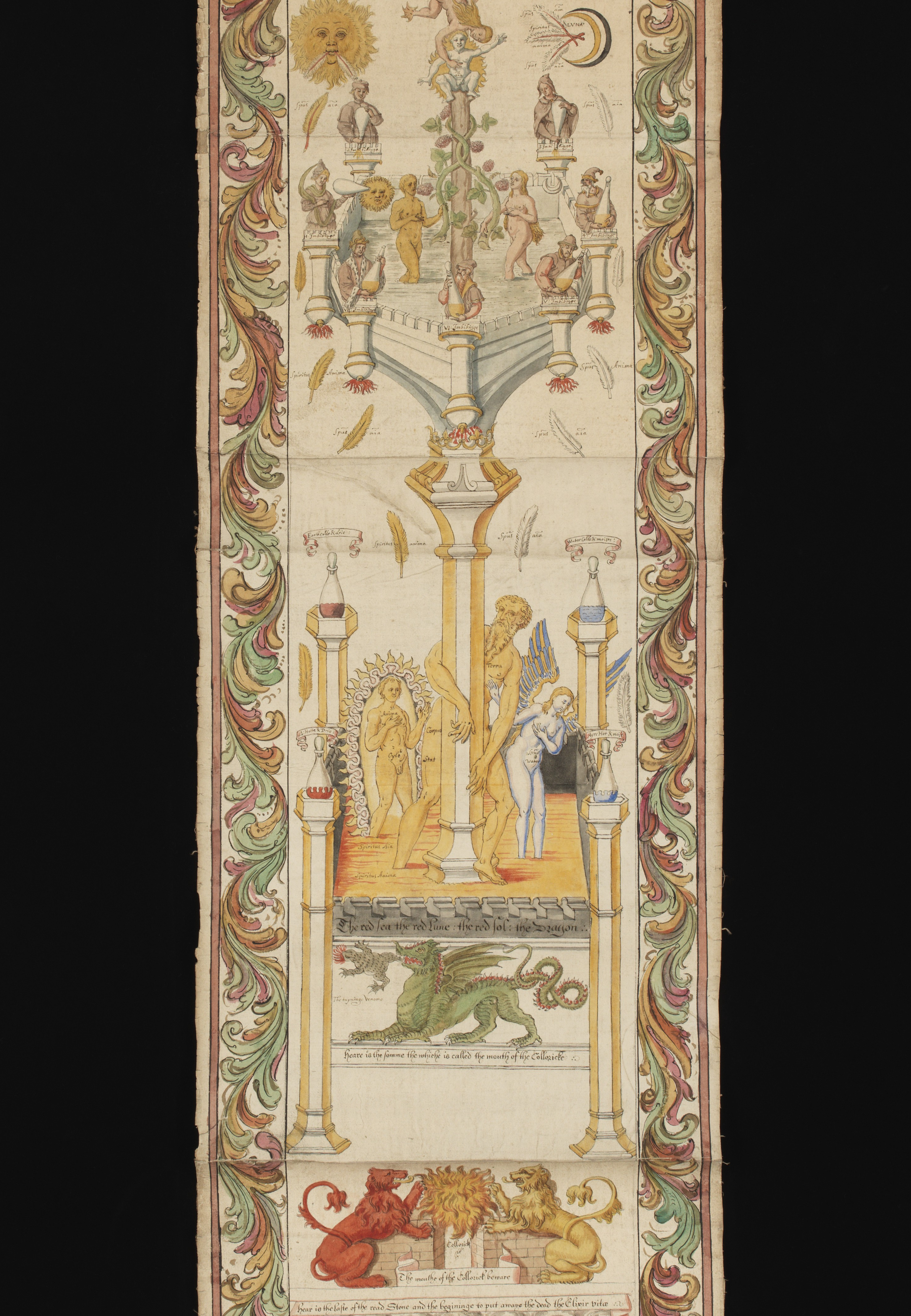
Les bassins (Wellcome collection, Ms 693)
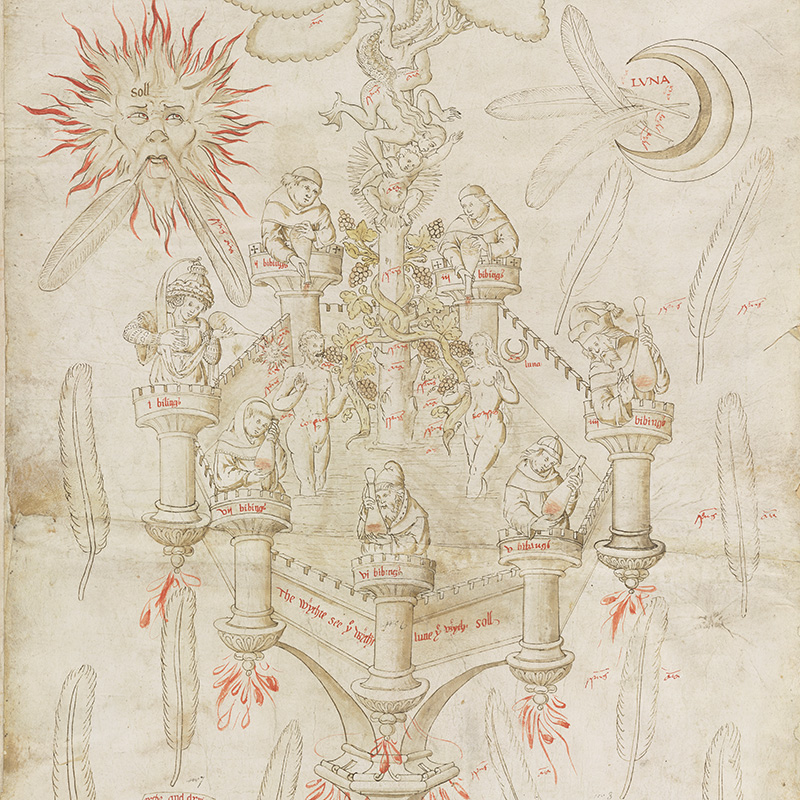
Bassin (Bibliothèque de Princeton, Ms 93)

- un soleil qui verse des rayons en forme de larmes sur la représentation d'un oiseau blanc dont la tête est celle d'un homme barbu et couronné. Cette créature est identifiée comme « l'oiseau d'Hermès » par une légende. L'oiseau d'Hermès se tient sur une sphère remplie de liquide et mord l'une de ses ailes. Le poème « Richard Carpenter's Work » ou « Father Phoebus » figurent sur des bannières entre le soleil et l'oiseau d'Hermès et le poème « In the sea » apparait en dessous de cette scène.
- Un dragon qui se tient sur une sphère ailé qu'il arrose de son sang. Le dragon tient dans sa gueule, au-dessus de lui, un croissant de lune de couleur blanche, noire et rouge. le croissant de lune est lui-même surmonté d'un soleil noir et or qui porte en son centre trois cercles blancs, noirs et rouges reliés en triangle. En dessous de cette scène figure le poème « I shall you tell ».

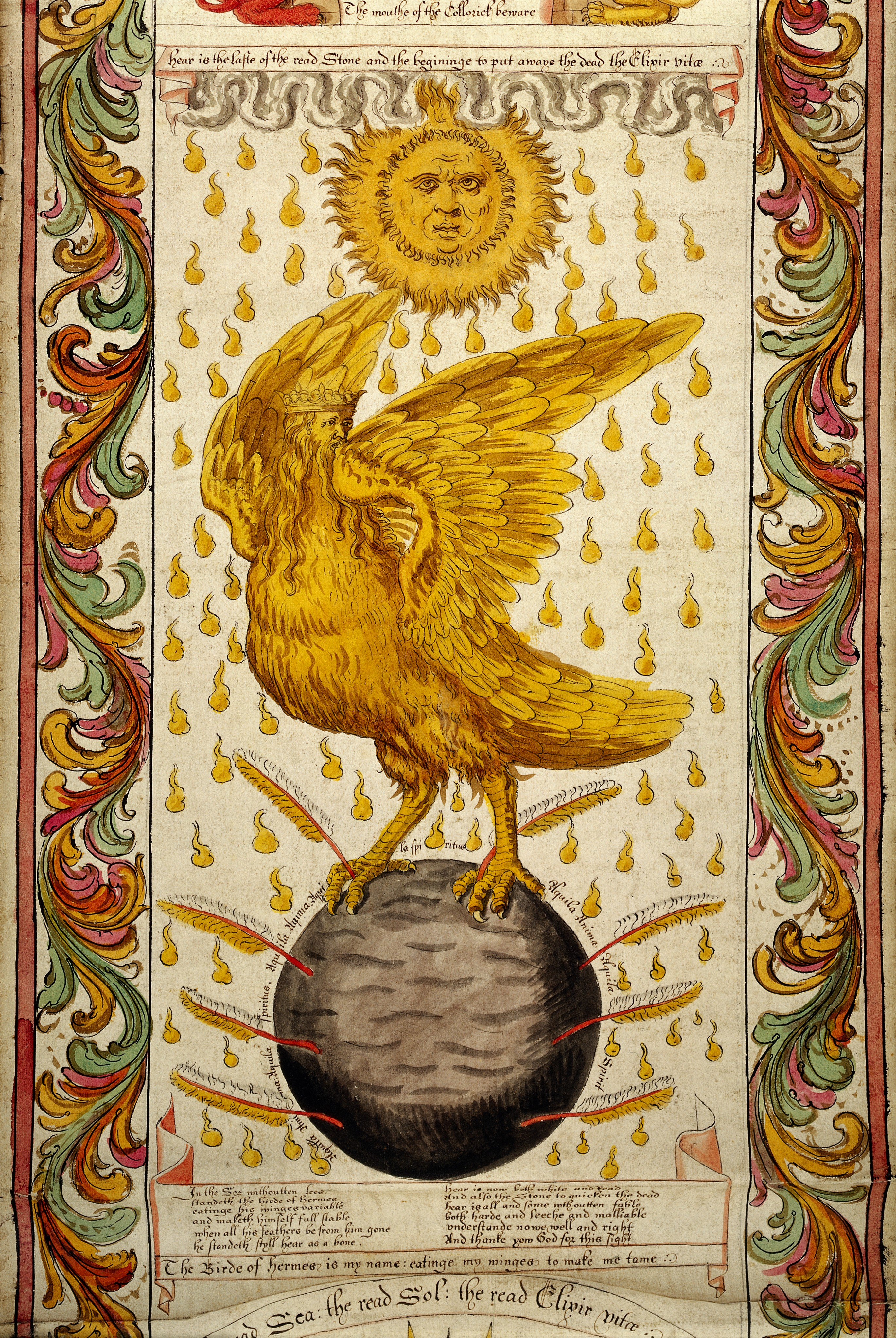
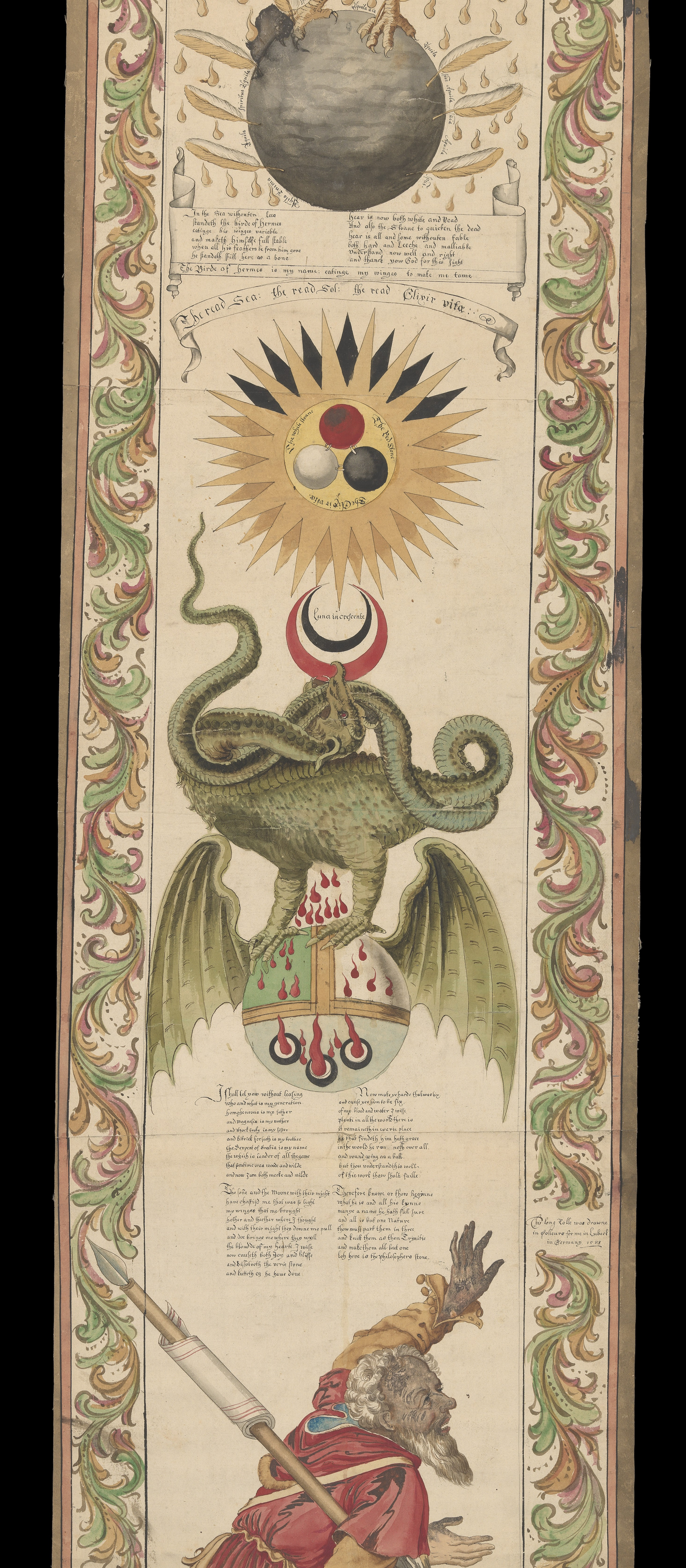

- La dernière scène n'apparaît pas sur tous les rouleaux. Il s'agit de deux personnages qui se tiennent de part et d'autre du poème « Trinity ». L'un des deux personnages est un homme barbu décrit comme un pèlerin, un philosophe, un scribe ou encore George Ripley. Il porte un pantalon et un capuchon et il tient un bâton qui se termine par un sabot de cheval à l'extrémité inférieure et dont l'extrémité supérieure porte un rouleau. L'autre homme n'est pas toujours représenté. Il est vêtu comme un ecclésiastique et porte une couronne et un long bâton.

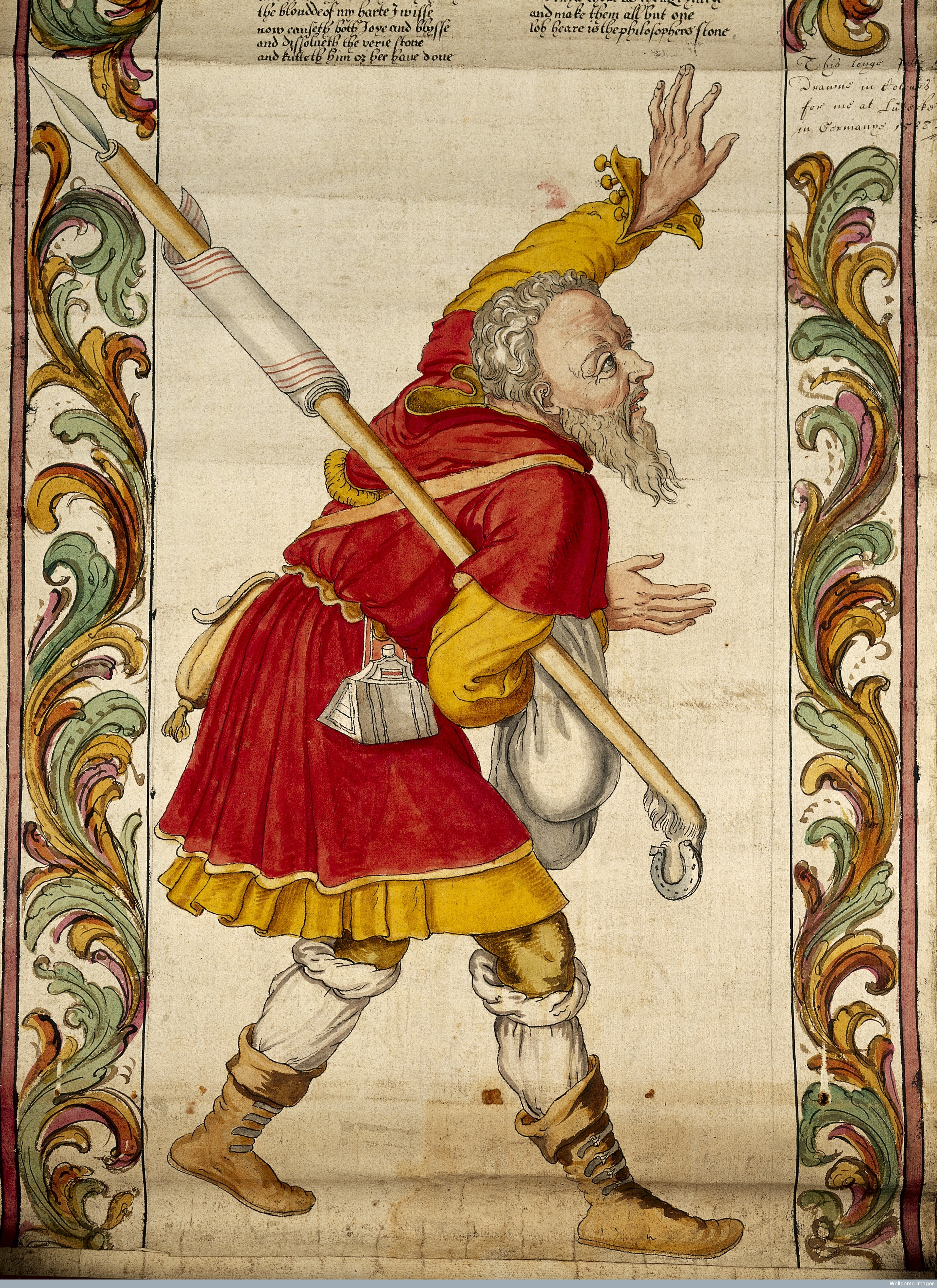
Le pèlerin

#### Illustrateurs
Les illustrations sont de qualité variable mais la majorité des rouleaux ont manifestement été réalisés par des artistes professionnels. Aucun n'a signé son œuvre, à l'exception de Leonard Smethley, peintre de l'un des deux rouleaux de Princeton.

## Sens de lecture et utilisation
L'utilisation de ces rouleaux demeure mystérieuse. Leur sens de lecture a également fait débat : faut-il les lire de haut en bas ou de bas en haut ? Dans son Theatrum Chemicum Britannicum, Elias Ashmole reproduit les illustrations des rouleaux en commençant par celles du bas, suggérant que pour lui les rouleaux devaient se lire de bas en haut. Cependant rien n'indique que cette interprétation soit correcte.

## Rouleaux répertoriés

Exemplaire de l'université de Yale, XVIe siècle.

- Royal College of Physicians of Edinburgh
  - MS ERG/2 (XVIIe siècle)
- Wellcome Library, Londres
  - MS 692
  - MS 693
- Bibliothèque Bodléienne, Oxford
  - Ashmole Rolls 40 (XVIe – XVIIe siècles)
  - Ashmole Rolls 52 (XVIe siècle)
  - Ashmole Rolls 1 (XVe siècle)
  - Ashmole Rolls 53 (c. 1600)
- British Library, Londres
  - MS Add. 5025 (XVIe siècle)
  - MS Add. 32621 (XVIe siècle)
  - Sloane MS 2523B (XVIIe siècle)
  - Sloane MS 2524A
- Fitzwilliam Museum, Cambridge 
  - MS 276 (XVIe siècle)
- Bibliothèque Beinecke de livres rares et manuscrits, université Yale, New Haven
  - Mellon MS 41 (XVIe siècle)
- Bibliothèque de l'université de Princeton, Princeton
  - MS 93 (XVIe siècle)
- Bibliothèque Huntington, San Marino
  - MS HM 30313 (XVIe siècle)
- Getty Center, Santa Monica
  - MS 205 (XVIe siècle)
- Bibliothèque d’état et universitaire saxonne de Dresde, Dresde
  - Mscr.Dresd.N.36 (XVIIIe siècle, fragments)

Un rouleau est également passé en vente chez Christies en 2017 et a été acquis par l'université de Princeton.